# Косово (Тверская область)
Косово (карел. Kuosova) — деревня в Молоковском районе Тверской области. Входит в состав Ахматовского сельского поселения.

## География
Южнее деревни протекает река Мелеча.

## История
Деревня по сведениям 1859 года входила в состав Весьегонского уезда.
В 1931-32 годах в Косово начал работать льнозавод, который сгорел в 1945 году. Также в деревне функционировал колхоз имени Ворошилова.

## Экономика
В деревне работает сельскохозяйственное предприятие ООО «Прогресс-Агро»